# ノドグロルリアメリカムシクイ
ノドグロルリアメリカムシクイ（学名：Dendroica caerulescens）は、スズメ目アメリカムシクイ科に分類される鳥。

## 生息地
- 北米東部で繁殖する。
- 冬期はカリブ海地域や中央アメリカに渡り越冬する。